# Colea Răutu
Colea Răutu, wł. Nikolai Rutkovski (ur. 5 listopada?/18 listopada 1912 w Bielcach, zm. 13 maja 2008 w Bukareszcie) – rumuński aktor filmowy, teatralny, radiowy i głosowy.

## Wybrana filmografia
- 1954: Desfășurarea – Ilie Barbu
- 1960: Soldați fără uniformă – Sașa
- 1965: Răscoala – Cosma Butuc
- 1965: Neamul Șoimăreștilor – Temir Bey
- 1966: Hajducy – jeden z Arnautów
- 1968: Porwanie dziewic – Ibrahim
- 1968: Zemsta hajduków – Ibrahim
- 1969: Die Lederstrumpferzählungen – Rozdarty Dąb
- 1970: Michał Waleczny – sułtan Murad III
- 1971: Hajducy kapitana Angela – Mamulos
- 1971: Posag księżniczki Ralu – Mamulos
- 1971: Tydzień szaleńców – Mamulos
- 1971: Wilk morski – Pete
- 1973: Explozia – Anghel
- 1973: Apacze – Nana
- 1974: Ștefan cel Mare – Sulejman Pasza
- 1974: Ulzana – wódz Apaczów – Nana
- 1976: Accident – Anghel
- 1976: Nieśmiertelni – Iusuf Pasza
- 1977: Na pełnych żaglach – Spânu
- 1978: Revanșa – Grigore Maimuca
- 1978: Acțiunea „Autobuzul” – dowódca plutonu milicyjnego
- 1979: Wujaszek Marin miliarderem – dyrektor hotelu
- 1981: Duelul – Grigore Maimuca
- 1981: O lume fără cer – Petre Leteanu
- 1985: Atkins – Der Alte
- 1989: Mircea – Izzedin Bey
- 1993: Cel mai jubit dintre pământeni – Traian Petrini